# Prague 22
Prague 22 est un arrondissement pragois situé dans le sud-est de la capitale tchèque.
Il comprend Uhříněves, Hájek u Uhříněvsi, Pitkovice.